# Преображеновка (Октябрьский район)
В Амурской области в Завитинском районе тоже есть село Преображеновка.
Преображе́новка — село в Октябрьском районе Амурской области России. Входит в состав Переясловского сельсовета.

## География
Село Преображеновка стоит в верховьях реки Козловка (правый приток Ивановки, бассейн Зеи), в 12 км ниже административного центра Переясловского сельсовета села Переясловка.
Дорога к селу Преображеновка идёт на северо-запад от районного центра Октябрьского района села Екатеринославка (через посёлок Нагорный, сёла Урожайное Ромненского района и Переясловка); расстояние — около 37 км.
На юг от села Преображеновка дорога идёт к селу Песчаноозёрка.

## Население
| 2002 | 2010 | 2012 | 2013 | 2014 | 2015 | 2016 |
| ---- | ---- | ---- | ---- | ---- | ---- | ---- |
| 188  | ↘135 | ↘127 | ↘121 | ↘118 | ↗119 | ↘115 |
| 2017 | 2018 |      |      |      |      |      |
| ↘110 | ↘104 |      |      |      |      |      |

## Улицы
| - ул. Бурхановская, - ул. Молодёжная, - ул. Новая, | - ул. Причеповка, - ул. Советская, - ул. Центральная. |